# Donpeacorite
La donpeacorite è un minerale.